# Епархия Пор-де-Пе
Епархия Пор-де-Пе (лат. Dioecesis Portus Pacis) — епархия Римско-Католической церкви с центром в городе Пор-де-Пе, Гаити. Епархия Пор-де-Пе входит в митрополию Кап-Аитьена. Кафедральным собором епархии Пор-де-Пе является церковь Непорочного Зачатия Пресвятой Девы Марии в городе Пор-де-Пе.

## История
3 октября 1861 года Римский папа Пий IX издал буллу «Proprium fuit», которой учредил епархию Пор-де-Пе, выделив её из архиепархии Санто-Доминго. В этот же день епархия Пор-де-Пе вошла в митрополию Порт-о-Пренса.
7 апреля 1988 года епархия Пор-де-Пе вошла в митрополию Кеп-Антьена.

## Ординарии епархии
- - Martial-Guillaume-Marie Testard du Cosquer (1861 — 27.07.1869), апостольский администратор;
  - Alexis-Jean-Marie Guilloux (Guillons) (27.06.1870 — 24.10.1885), апостольский администратор;
- епископ Paul-Marie Le Bihain S.M.M.[1] (9.10.1928 — 21.05.1935);
- епископ Albert-Marie Guiot S.M.M. (14.01.1936 — 5.10.1975);
- епископ Rémy Augustin S.M.M. (18.09.1978 — 22.02.1982);
- епископ François Colímon S.M.M. (22.02.1982 — 1.03.2008);
- епископ Pierre-Antoine Paulo O.M.I. (1.03.2008 — 14.04.2020);
- епископ Charles Peters Barthelus (14.04.2020 — по настоящее время).